# جوديث ريختر
جوديث ريختر (بالألمانية: Judith Richter )‏ (و. 1978  م) هي ممثلة ألمانية، ولدت في ميونخ.

## وصلات خارجية
- جوديث ريختر على موقع IMDb (الإنجليزية)
- جوديث ريختر على موقع ألو سيني (الفرنسية)
- جوديث ريختر على موقع قاعدة بيانات الفيلم (الإنجليزية)

- جوديث ريختر في قاعدة بيانات الأفلام على الإنترنت